# SKIF-Slid Kijów
SKIF-Slid Kijów (ukr. Міні-футбольний клуб «СКІФ-Слід» Київ, Mini-Futbolnyj Kłub "SKIF-Slid" Kyjiw) – ukraiński klub futsalu, mający siedzibę w mieście Kijów. W sezonie 1993/94 i w rundzie jesiennej sezonu 1994/95 występował w futsalowej Wyższej Lidze Ukrainy.

## Historia
Chronologia nazw:
- 1992: SKIF-Siłeks Kijów (ukr. «СКІФ-Сілекс» Київ)
- 1994: SKIF-Slid Kijów (ukr. «СКІФ-Слід» Київ)
- 1995: klub rozwiązano

Klub futsalowy SKIF-Siłeks Kijów został założony w Kijowie w 1992 roku i był pierwszym klubem futsalu powstałym w Kijowie. Klub reprezentował Instytut Kultury Fizycznej oraz sponsora firmę Siłeks. W 1993 startował w Pucharze Ukrainy. 18 czerwca 1993 w meczu finałowym z Nadiją Zaporoże walczył o trofeum. Podstawowy czas meczu finałowego zakończył się remisem - 2:2. Po wykonaniu sześciometrowych karnych z wynikiem 5:4 zwyciężył zespół SKIF-Siłeks. Klub prowadził Wałerij Szabelnikow i Wołodymyr Załojło.
W sezonie 1993/94 klub debiutował w profesjonalnych rozgrywkach Wyższej Ligi. Po zakończeniu etapu grupowego klub, mimo że zakwalifikował się do pierwszej ósemki zespołów walczącej nadal o medale, zajął jedno z ostatnich miejsc dających prawo do przejścia do następnej rundy. W drugiej rundzie zespół, wspierany przez poważnego sponsora i z nową nazwą SKIF-Slid Kijów, zajął pierwsze miejsce, przegrywając tylko jeden mecz z siedmiu. Do złotych medali znów poprowadził trener Wałerij Szabelnikow.
Następny sezon 1994/95 klub rozpoczął w Wyższej lidze, ale na początku 1995 roku został rozwiązany. Jego miejsce w rozgrywkach rundy wiosennej w najwyższej lidze mistrzostw Ukrainy zajął inny kijowski klub Kyj-Adamas, przemianowany wraz z rozpoczęciem występów w najwyższej lidze na "Kyj-Slid Kijów". Klub zajął końcowe siódme miejsce, a latem 1996 zmienił nazwę na "Kyj-Politechnik".

## Sukcesy

### Trofea międzynarodowe
Nie uczestniczył w rozgrywkach europejskich (stan na 31-05-2018).

### Trofea krajowe
| \| \| Zdobyte trofea w rozgrywkach Ukrainy (stan na: 31-05-2018) \| |                                                            |      |          |
| Rozgrywki                                                           | Osiągnięcie                                                | Razy | Sezon(y) |
| · Mistrzostwo                                                       | I miejsce                                                  | 1    | 1993/94  |
| · Mistrzostwo                                                       | II miejsce                                                 | 0    |          |
| · Mistrzostwo                                                       | III miejsce                                                | 0    |          |
| Puchar                                                              | zdobywca                                                   | 1    | 1992/93  |
| Puchar                                                              | finalista                                                  | 0    |          |
| II liga                                                             | I miejsce                                                  | 0    |          |
| II liga                                                             | II miejsce                                                 | 0    |          |
| II liga                                                             | III miejsce                                                | 0    |          |
| Ukraina                                                             | Zdobyte trofea w rozgrywkach Ukrainy (stan na: 31-05-2018) |      |          |

## Poszczególne sezony

### Rozgrywki międzynarodowe

#### Europejskie puchary
Nie uczestniczył w rozgrywkach europejskich (stan na 31-05-2018).

### Rozgrywki krajowe
| \| \| Bilans występów klubu Slid Kijów w rozgrywkach futsalowych Ukrainy (Stan na 31 maja 2018 r.) \| |                                                                                              |        |       |   |   |   |    |    |     |           |        |        |      |
| Poziom                                                                                                | Rozgrywki                                                                                    | Sezony | Mecze | Z | R | P | B+ | B– | Pkt | Lata      | Awanse | Spadki | Naj. |
| I | Wyszcza liha                                                                                 | 2      |       |   |   |   |    |    |     | 1993-1995 | 0      | 0      | 1    |
| II | Persza liha                                                                                  | 0      |       |   |   |   |    |    |     |           | 0      | 0      | 0    |
| | Puchar Ukrainy                                                                               | 3      |       |   |   |   |    |    |     | 1993-1995 | 0      | 0      | 1    |
| Ukraina                                                                                               | Bilans występów klubu Slid Kijów w rozgrywkach futsalowych Ukrainy (Stan na 31 maja 2018 r.) |        |       |   |   |   |    |    |     |           |        |        |      |

## Piłkarze i trenerzy klubu

### Trenerzy
| Lp. | Imię i nazwisko     | Okres urzędowania | Okres urzędowania |
| --- | ------------------- | ----------------- | ----------------- |
| 1.  | Wałerij Szabelników | 1992              | 1995              |

## Struktura klubu

### Stadion
Klub rozgrywa swoje mecze domowe w Hali SKIF w Kijowie, który może pomieścić 1000 widzów.

### Sponsorzy
- "Siłeks"
- "Slid"